# 塞莱特 (夏朗德省)
塞莱特（法語：Cellettes，法語發音：[selɛt]）是法国夏朗德省的一个市镇，位于该省中北部，属于孔福朗区。

## 地理
塞莱特（45°51'49"N, 0°8'51"E）面积9.37 平方千米，位于法国新阿基坦大区夏朗德省，该省份为法国西部内陆省份，北起德塞夫勒省和维埃纳省，东临上维埃纳省，东南至多尔多涅省，南至多爾多涅省，西接滨海夏朗德省。
与塞莱特接壤的市镇（或旧市镇、城区）包括：吕克塞、曼恩德布瓦克斯、圣格鲁、韦尔旺、维洛尼翁、芒勒莱枫丹。

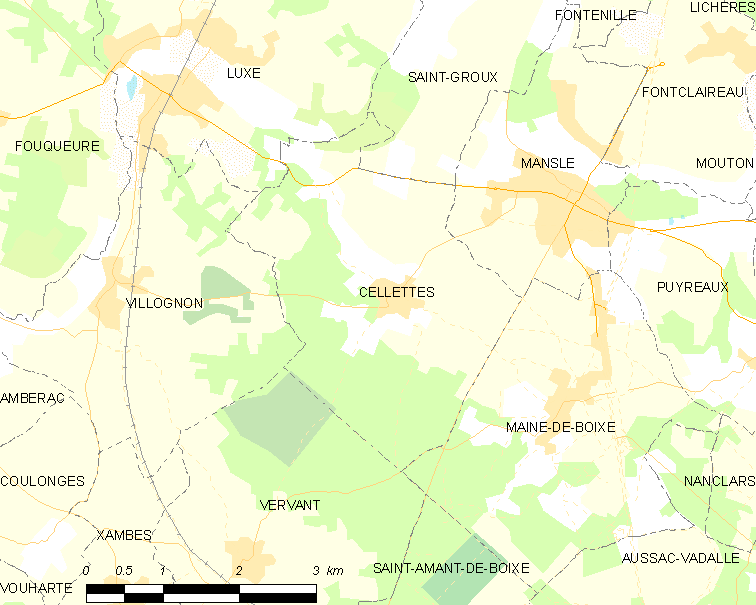
的OSM定位图

塞莱特的时区为UTC+01:00、UTC+02:00（夏令时）。

## 行政
塞莱特的邮政编码为16230，INSEE市镇编码为16069。

## 政治
塞莱特所属的省级选区为布瓦克斯-芒卢瓦县。

## 人口

1962-2008年间人口变化图示

塞莱特于2022年1月1日时的人口数量为388人。